# Twenty20 Cup 2010
Der Twenty20 Cup 2010 (aus Sponsoringgründen als Friends Provident t20 bezeichnet) war die achte Saison der englischen Twenty20-Meisterschaft. Sieger waren die Hampshire Royals, die sich im Finale im Rose Bowl gegen Somerset durchsetzten.
Im Mai 2010 gewann die englische Cricket-Nationalmannschaft die ICC World Twenty20 2010. Das Interesse am Twenty20-Format war dementsprechend hoch.

## Gruppenphase

### North Group
|                             | Sp. | S  | N  | U | NR | P  | NRR    |
| --------------------------- | --- | -- | -- | - | -- | -- | ------ |
| Warwickshire Bears          | 16  | 11 | 4  | 0 | 1  | 23 | +0.403 |
| Nottinghamshire Outlaws     | 16  | 10 | 4  | 2 | 0  | 22 | +0.640 |
| Lancashire Lightning        | 16  | 9  | 6  | 0 | 1  | 19 | +0.479 |
| Northamptonshire Steelbacks | 16  | 7  | 6  | 3 | 0  | 17 | −0.160 |
| Derbyshire Falcons          | 16  | 6  | 8  | 0 | 2  | 14 | −0.151 |
| Yorkshire Carnegie          | 16  | 6  | 9  | 1 | 0  | 13 | −0.121 |
| Leicestershire Foxes        | 16  | 6  | 9  | 0 | 1  | 13 | −0.234 |
| Durham Dynamos              | 16  | 4  | 8  | 0 | 4  | 12 | −0.296 |
| Worcestershire Royals       | 16  | 5  | 10 | 0 | 1  | 11 | −0.653 |

### South Group
|                            | Sp. | S  | N  | NR | P  | NRR    |
| -------------------------- | --- | -- | -- | -- | -- | ------ |
| Somerset                   | 16  | 11 | 5  | 0  | 22 | +0.418 |
| Essex Eagles               | 16  | 10 | 6  | 0  | 20 | +0.395 |
| Sussex Sharks              | 16  | 9  | 7  | 0  | 18 | +0.606 |
| Hampshire Royals           | 16  | 8  | 8  | 0  | 16 | +0.385 |
| Surrey Lions               | 16  | 8  | 8  | 0  | 16 | +0.183 |
| Middlesex Crusaders        | 16  | 8  | 8  | 0  | 16 | +0.018 |
| Kent Spitifires            | 16  | 7  | 9  | 0  | 14 | −0.163 |
| Glamorgan Dragons          | 16  | 6  | 10 | 0  | 12 | −0.979 |
| Gloucestershire Gladiators | 16  | 5  | 11 | 0  | 10 | −0.943 |

## Playoffs

### Viertelfinale
| 26. Juli Scorecard | Birmingham | Warwickshire Bears 153-5 (20)   | – | Hampshire Royals 154-5 (19.5) |
|                    |            | Hampshire gewinnt mit 5 Wickets |   |                               |

| 26. Juli Scorecard | Nottingham | Nottinghamshire Outlaws 141-9 (20)  | – | Sussex Sharks 128-7 (20) |
|                    |            | Nottinghamshire gewinnt mit 13 Runs |   |                          |

| 27. Juli Scorecard | Taunton | Northamptonshire Steelbacks 112-6 (20) | – | Somerset 115-3 (17) |
|                    |         | Somerset gewinnt mit 7 Wickets         |   |                     |

| 27. Juli Scorecard | Chelmsford | Lancashire Lightning 183-6 (20) | – | Essex Eagles 184-2 (19.1) |
|                    |            | Essex gewinnt mit 8 Wickets     |   |                           |

### Halbfinale
| 14. August Scorecard | Southampton | Essex Eagles 156-7 (20)         | – | Hampshire Royals 157-4 (19.2) |
|                      |             | Hampshire gewinnt mit 6 Wickets |   |                               |

| 14. August Scorecard | Southampton | Somerset 182-5 (20)                      | – | Nottinghamshire Outlaws 117-4 (13) |
|                      |             | Somerset gewinnt mit 3 Runs (D/L method) |   |                                    |

### Finale
| 14. August Scorecard | Southampton | Somerset 173-6 (20)                   | – | Hampshire Royals 173-5 (20) |
|                      |             | Hampshire gewinnt mit weniger Wickets |   |                             |